# Comuna Râu Sadului, Sibiu
Râu Sadului (în maghiară: Riuszád, în germană: Kalibaschen) este o comună în județul Sibiu, Transilvania, România, formată numai din satul de reședință cu același nume. La Recensământul Român din 2021, comuna Râul Sadului a înregistrat 514 locuitori.

## Demografie
Componența etnică a comunei Râu Sadului
     Români (87,16%)
     Alte etnii (12,84%)
Componența confesională a comunei Râu Sadului
     Ortodocși (84,82%)
     Alte religii (1,56%)
     Necunoscută (13,62%)
Conform recensământului efectuat în 2021, populația comunei Râu Sadului se ridică la 514 locuitori, în scădere față de recensământul anterior din 2011, când fuseseră înregistrați 571 de locuitori. Majoritatea locuitorilor sunt români (87,16%). Din punct de vedere confesional, majoritatea locuitorilor sunt ortodocși (84,82%), iar pentru 13,62% nu se cunoaște apartenența confesională.

## Politică și administrație
Comuna Râu Sadului este administrată de un primar și un consiliu local compus din 9 consilieri. Primarul, Daniel Dumitru Minea[*], de la Partidul Național Liberal, este în funcție din octombrie 2020. Începând cu alegerile locale din 2024, consiliul local are următoarea componență pe partide politice:
|  | Partid                          | Consilieri | Componența Consiliului | Componența Consiliului | Componența Consiliului |
|  | ------------------------------- | ---------- | ---------------------- | ---------------------- | ---------------------- |
|  | Partidul Național Liberal       | 3          |                        |                        |                        |
|  | Partidul Social Democrat        | 2          |                        |                        |                        |
|  | Alianța Dreapta Unită           | 1          |                        |                        |                        |
|  | Alianța pentru Unirea Românilor | 1          |                        |                        |                        |
|  | Partidul Ecologist Român        | 1          |                        |                        |                        |
|  | Partidul S.O.S. România         | 1          |                        |                        |                        |

## Primarii comunei
- 1996[7] - 2000 - Vidrighin Ioan, de la PDAR
- 2000[8] - 2004 - Vidrighin Ioan, de la APR
- 2004[9] - 2008 - Bogdan Petru, de la PNL
- 2008[10] - 2012 - Bogdan Petru, de la PNL
- 2012[11] - 2016 - Florian Vasile Tara, de la PDL
- 2016[12] - 2020 - Florian Vasile Tara, de la PNL